# Morti nel 2003/Giugno
| Questa pagina contiene informazioni ricavate automaticamente dalle voci biografiche con l'ausilio del template Bio e di un bot. L'aggiornamento è periodico e automatico e ricostruisce completamente la pagina. Se manca una persona in questa lista, sei pregato di non aggiungerla, ma accertati piuttosto che la sua voce biografica contenga il template Bio e che i dati anagrafici siano correttamente compilati. Se il template Bio manca, inseriscilo tu stesso o, in alternativa, metti l'avviso {{tmp\|Bio}} che ne segnala la mancanza. Se i dati riportati sono sbagliati, correggi direttamente la voce biografica; le modifiche saranno visibili in questa lista entro pochi giorni. Per chiarimenti vedi il progetto biografie. La lista contiene solo le 143 persone che sono citate nell'enciclopedia e per le quali è stato implementato correttamente il template Bio. Pagina aggiornata al 10 apr 2025. |

- 1º giugno - Siegfried Freytag, aviatore tedesco (n. 1919)
- 1º giugno - Joe Harris, cantante belga (n. 1943)
- 1º giugno - Evgenij Semёnovič Matveev, attore e regista sovietico (n. 1922)
- 1º giugno - Wang Su-bok, cantante nordcoreana (n. 1917)
- 2 giugno - Freddie Blassie, wrestler statunitense (n. 1918)
- 2 giugno - Bojčo Brănzov, cestista bulgaro (n. 1946)
- 2 giugno - Laura Breglia, numismatica italiana (n. 1912)
- 2 giugno - Dick Cusack, attore e regista statunitense (n. 1925)
- 2 giugno - Cirillo Floreanini, alpinista italiano (n. 1924)
- 2 giugno - Joel Hitt, cestista statunitense (n. 1916)
- 2 giugno - Franco Lievore, calciatore italiano (n. 1949)
- 3 giugno - Renato Dardozzi, presbitero e ingegnere italiano (n. 1922)
- 3 giugno - Alessandro Ferri, calciatore italiano (n. 1921)
- 3 giugno - P'et're Mshvenieradze, pallanuotista sovietico (n. 1929)
- 3 giugno - Riccardo Petrazzi, attore e stuntman italiano (n. 1938)
- 3 giugno - Fabrice Salanson, ciclista su strada francese (n. 1979)
- 3 giugno - Felix de Weldon, scultore austriaco (n. 1907)
- 5 giugno - Dino Frisullo, attivista, politico e giornalista italiano (n. 1952)
- 5 giugno - Bernardo Pasotti, pittore italiano (n. 1911)
- 5 giugno - Manuel Rosenthal, compositore e direttore d'orchestra francese (n. 1904)
- 5 giugno - Dino Valdi, attore italiano (n. 1922)
- 6 giugno - Adalbert Boroș, arcivescovo cattolico rumeno (n. 1908)
- 6 giugno - Ken Grimwood, scrittore statunitense (n. 1944)
- 6 giugno - Georges Pichard, fumettista francese (n. 1920)
- 7 giugno - Richard William George Dennis, botanico e micologo britannico (n. 1910)
- 7 giugno - Trevor Goddard, attore inglese (n. 1962)
- 7 giugno - Antonio Piromalli, critico letterario, scrittore e poeta italiano (n. 1920)
- 7 giugno - Abd al-Ghani al-Gamassi, generale egiziano (n. 1921)
- 7 giugno - Selâhattin Ülkümen, diplomatico turco (n. 1914)
- 8 giugno - Iginio Marianelli, politico italiano (n. 1925)
- 9 giugno - Paolo Cavanenghi, generale italiano (n. 1932)
- 9 giugno - Gabriele Darbo, matematico italiano (n. 1921)
- 9 giugno - Karol Jurkovič, calciatore slovacco (n. 1920)
- 9 giugno - Kató Lomb, traduttrice ungherese (n. 1909)
- 9 giugno - Margo Veillon, artista svizzera (n. 1907)
- 9 giugno - Luigi Meriggi, politico italiano (n. 1937)
- 9 giugno - Barthélemy Nguyễn Sơn Lâm, vescovo cattolico vietnamita (n. 1929)
- 9 giugno - Angelo Palmas, arcivescovo cattolico italiano (n. 1914)
- 9 giugno - German Svešnikov, schermidore sovietico (n. 1937)
- 10 giugno - Piero Cattaneo, scultore, pittore e illustratore italiano (n. 1929)
- 10 giugno - Marisa Fabbri, attrice italiana (n. 1927)
- 10 giugno - Juan José Gallo, cestista cileno (n. 1924)
- 10 giugno - Romano Pontisso, ciclista su strada e dirigente sportivo italiano (n. 1915)
- 10 giugno - Livio Dante Porta, ingegnere argentino (n. 1922)
- 10 giugno - Bernard Williams, filosofo britannico (n. 1929)
- 11 giugno - David Brinkley, giornalista statunitense (n. 1920)
- 11 giugno - Ilona Madary, ginnasta ungherese (n. 1916)
- 11 giugno - William Marshall, attore e regista statunitense (n. 1924)
- 11 giugno - Matt Mazza, cestista e allenatore di pallacanestro statunitense (n. 1923)
- 11 giugno - Virgil Mărdărescu, allenatore di calcio e calciatore rumeno (n. 1921)
- 12 giugno - Itamar Assumpção, cantautore, compositore e produttore discografico brasiliano (n. 1949)
- 12 giugno - Diego De Castro, storico, scrittore e statistico italiano (n. 1907)
- 12 giugno - Gregory Peck, attore statunitense (n. 1916)
- 12 giugno - Umberto Turco, scenografo italiano (n. 1928)
- 13 giugno - Malik Meraj Khalid, politico pakistano (n. 1915)
- 13 giugno - Hannes Lintl, architetto austriaco (n. 1924)
- 13 giugno - Guy Lux, conduttore televisivo francese (n. 1919)
- 13 giugno - Silvio Pedroni, ciclista su strada italiano (n. 1918)
- 13 giugno - Antonio Pellis, calciatore italiano (n. 1930)
- 13 giugno - Carlo Picone, giornalista italiano (n. 1944)
- 13 giugno - Robin Russell, XIV duca di Bedford, nobile inglese (n. 1940)
- 13 giugno - Paolo Silvestroni, chimico italiano (n. 1917)
- 14 giugno - Giuseppe Barigazzi, giornalista e scrittore italiano (n. 1936)
- 14 giugno - Raymond Franchetti, ballerino e direttore artistico francese (n. 1921)
- 14 giugno - Jimmy Knepper, trombonista statunitense (n. 1927)
- 14 giugno - Anna Larsson, mezzofondista svedese (n. 1922)
- 15 giugno - Hume Cronyn, attore statunitense (n. 1911)
- 15 giugno - Federico De Florian, fondista italiano (n. 1921)
- 15 giugno - Albert Demuyser, pittore belga (n. 1920)
- 15 giugno - Franco Folli, attore italiano (n. 1924)
- 15 giugno - Alberto Pigaiani, sollevatore italiano (n. 1928)
- 15 giugno - Giacinto Spagnoletti, storico della letteratura, poeta e romanziere italiano (n. 1920)
- 15 giugno - Philip Stone, attore inglese (n. 1924)
- 16 giugno - Enrico Baj, pittore, scultore e saggista italiano (n. 1924)
- 16 giugno - Miguel Ángel Bordón, calciatore argentino (n. 1952)
- 16 giugno - Bernardo Malacrida, regista italiano (n. 1925)
- 16 giugno - Peter Redgrove, scrittore britannico (n. 1932)
- 16 giugno - Matteo Rinaldi, calciatore italiano (n. 1935)
- 16 giugno - Carlos Rivas, attore statunitense (n. 1925)
- 16 giugno - René Walschot, ciclista su strada belga (n. 1916)
- 16 giugno - Georg Henrik von Wright, filosofo finlandese (n. 1916)
- 17 giugno - Giuseppe Daglia, ciclista su strada italiano (n. 1940)
- 17 giugno - Marcella Pobbe, soprano italiano (n. 1921)
- 18 giugno - Larry Doby, giocatore di baseball e allenatore di baseball statunitense (n. 1923)
- 18 giugno - León Lasa, calciatore e allenatore di calcio spagnolo (n. 1933)
- 18 giugno - Guy Bara, fumettista belga (n. 1923)
- 19 giugno - Raimondo Collodoro, politico italiano (n. 1918)
- 19 giugno - Giovanni Frau, supercentenario italiano (n. 1890)
- 19 giugno - Maxine Reiner, attrice e modella statunitense (n. 1916)
- 19 giugno - Belding Hibbard Scribner, medico statunitense (n. 1921)
- 20 giugno - Fielder Cook, regista, produttore televisivo e sceneggiatore statunitense (n. 1923)
- 20 giugno - André Grillon, allenatore di calcio e calciatore francese (n. 1921)
- 20 giugno - Hiroko Matsumoto, supermodella giapponese (n. 1935)
- 20 giugno - Dady Orsi, pittore, incisore e illustratore italiano (n. 1917)
- 20 giugno - Loris Roggia, copilota di rally italiano (n. 1953)
- 21 giugno - George Axelrod, sceneggiatore, regista e drammaturgo statunitense (n. 1922)
- 21 giugno - Piet Dankert, politico olandese (n. 1934)
- 21 giugno - Jean-Charles, umorista e scrittore francese (n. 1922)
- 21 giugno - Jason Moran, mafioso australiano (n. 1967)
- 21 giugno - Leon Uris, scrittore e sceneggiatore statunitense (n. 1924)
- 21 giugno - Franco Zappa, politico italiano (n. 1922)
- 21 giugno - Alvise Zichichi, scacchista italiano (n. 1938)
- 22 giugno - Mladen Bogdanović, calciatore jugoslavo (n. 1960)
- 22 giugno - Sergio Bruni, cantautore, chitarrista e compositore italiano (n. 1921)
- 22 giugno - Vasil' Bykov, scrittore sovietico (n. 1924)
- 22 giugno - Gladys Heldman, dirigente sportiva, editrice e tennista statunitense (n. 1922)
- 22 giugno - John Mandic, cestista statunitense (n. 1919)
- 23 giugno - Oleg Aleksandrovič Bondarёv, regista sovietico (n. 1939)
- 23 giugno - Sven Fahlman, schermidore svedese (n. 1914)
- 23 giugno - Marco Magnani, storico dell'arte e critico d'arte italiano (n. 1945)
- 23 giugno - Egon Rasmussen, calciatore danese (n. 1936)
- 23 giugno - Aleksandr Sidel'nikov, hockeista su ghiaccio sovietico (n. 1950)
- 23 giugno - René Touzet, compositore e pianista cubano (n. 1916)
- 23 giugno - Silvio Zanella, pittore italiano (n. 1918)
- 24 giugno - Barbara Weeks, attrice e ballerina statunitense (n. 1913)
- 25 giugno - Umberto Cardia, politico italiano (n. 1921)
- 25 giugno - Renato Cayetano, politico, conduttore televisivo e avvocato filippino (n. 1934)
- 25 giugno - Elena Da Venezia, attrice italiana (n. 1915)
- 25 giugno - Vincenzo Gasperi, calciatore italiano (n. 1937)
- 25 giugno - Lester Maddox, politico e imprenditore statunitense (n. 1915)
- 25 giugno - Theodore Cressy Skeat, bibliotecario e filologo britannico (n. 1907)
- 26 giugno - Marc-Vivien Foé, calciatore camerunese (n. 1975)
- 26 giugno - Denis Thatcher, militare e imprenditore britannico (n. 1915)
- 26 giugno - Strom Thurmond, politico statunitense (n. 1902)
- 26 giugno - Adriano Zanier, calciatore e allenatore di calcio italiano (n. 1948)
- 27 giugno - Walter Hugo Khouri, regista, sceneggiatore e montatore brasiliano (n. 1929)
- 27 giugno - Giuseppe Pontiggia, scrittore, aforista e critico letterario italiano (n. 1934)
- 27 giugno - Carlo Bernadotte, nobile svedese (n. 1911)
- 28 giugno - Simone Bianchetti, velista e navigatore italiano (n. 1968)
- 28 giugno - Hans Peter Bimler, medico e dentista tedesco (n. 1916)
- 28 giugno - Walter Budrun, cestista statunitense (n. 1908)
- 28 giugno - Pauline Flanagan, attrice irlandese (n. 1925)
- 28 giugno - Nunzio Incardona, filosofo italiano (n. 1928)
- 28 giugno - Nikolaj Efimovič Kuročkin, astronomo russo (n. 1923)
- 28 giugno - Wim Slijkhuis, mezzofondista olandese (n. 1923)
- 29 giugno - Rod Amateau, regista e sceneggiatore statunitense (n. 1923)
- 29 giugno - Katharine Hepburn, attrice statunitense (n. 1907)
- 30 giugno - Abdulkader al-Badri, politico libico (n. 1921)
- 30 giugno - Noor Alam, hockeista su prato pakistano (n. 1929)
- 30 giugno - Giordano Gamberini, saggista italiano (n. 1915)
- 30 giugno - Buddy Hackett, attore statunitense (n. 1924)
- 30 giugno - Joseph P. Overton, sociologo e attivista statunitense (n. 1960)
- 30 giugno - Piero Turchetti, regista italiano (n. 1924)